# دولبو ميستاسيني (كيبك)
دولبو ميستاسيني، كيبك (بالإنجليزية: Dolbeau-Mistassini) هي مدينة كندية تقع في مقاطعة كيبك. تبلغ مساحة هذه المدينة 295.673 (كم²)، ويبلغ عدد سكانها 14546 نسمة حسب إحصاء سنة 2006 م، بينما كان يسكنها 14879 نسمة في سنة 2001 م. تحتل هذه المدينة المرتبة رقم 264 بين مدن كندا حسب عدد السكان والمرتبة رقم 69 في المقاطعة. النمو السكاني في هذه المدينة يقدر بـ(-2.2).

## أعلام
- سيلفيان غانون
- فرد فورتين
- آلان كارون
- غيليس مورين

## وصلات خارجية
- الأطلس الحكومي لكندا
- إحصاءات كندا مع ساعة تعداد السكان نسخة محفوظة 23 مارس 2008 على موقع واي باك مشين.